# Distenia macella
Distenia macella är en skalbaggsart som beskrevs av Jean François Villiers 1959. Distenia macella ingår i släktet Distenia och familjen långhorningar. Inga underarter finns listade i Catalogue of Life.